# ژاکلین شبی
ژاکلین شبی (فرانسوی: Jacqueline Chabbi؛ زادهٔ ۱۹۴۳) مورخ و استاد مطالعات عرب در دانشگاه پاریس ۸ (پاریس سن دنیس) است. تحقیقات او مربوط به تاریخ جهان اسلام در قرون وسطی است. شبی فارغ‌التحصیل رشتهٔ زبان عربی است و در سال ۱۹۹۲ پایان‌نامهٔ خود را دربارهٔ مطالعات دولت در جهان عرب و اسلام در دانشگاه سوربن ارائه کرد.

## گزیدهٔ کتاب‌شناسی
- Dieu de la Bible, Dieu du Coran [خدای کتاب مقدس، خدای قرآن] (به همراه توماس رومر)، پاریس: Seuil، ۲۰۲۰، ۳۰۴ صفحه، شابک ‎۹۷۸۲۰۲۱۴۲۱۳۶۱[۱]
- On a perdu Adam. La création dans le Coran [آدم گم شده: داستان خلقت در قرآن]، پاریس: سئویل، ۲۰۱۹، ۳۷۲ صفحه، شابک ‎۹۷۸-۲-۰۲۱-۴۱۶۸۴-۸
- Les Trois Piliers de l'islam: Lecture anthropologique du Coran [سه رکن اسلام: قرائت انسان شناختی از قرآن]، پاریس: Seuil، ۲۰۱۶، ۳۸۴ صفحه، شابک ‎۲۰۲۱۲۳۱۰۱۱ / تجدید چاپ «نکات مقالات»، ۲۰۱۸، شابک ‎۹۷۸−۲−۷۵۷−۸۷۲۴۷−۵[۲]
- Le Coran décrypté: Figures bibliques en Arabie [قرآن رمزگشایی شده: چهره‌های کتاب مقدس در عربستان]، پیشگفتار آندره کاکو، ۴۱۵ صفحه، پاریس: نسخه‌های فایارد (۲۰۰۸)، شابک ‎۲۲۱۳۶۳۵۲۸۵. تجدید چاپ شده توسط Cerf، مجموعه "Lexio"، ۲۰۱۴،شابک ‎۹۷۸-۲-۲۰۴-۱۰۳۲۲-۰
- Le Seigneur des tribus. L'islam de Mahomet  [رب قبایل: اسلام محمد]، ۷۲۵ صفحه، پاریس: Noesis (Agnes Viénot) (1997)شابک ‎۲۹۱۱۶۰۶۱۳۲. تجدید چاپ شده توسط Editions du CNRS، ۷۳۴ صفحه، ۲۰۱۰، شابک ‎۹۷۸−۲−۲۷۱−۰۶۷۱۱−۱ [۳][۴]
- L'Arabie Occidentale au Début du Septième Siècle: Étude des représentations et des mentalités [عربستان غربی در آغاز قرن هفتم: مطالعه بازنمودها و ذهنیت‌ها]، لیل: ANRT، ۱۹۹۲
- Maître et disciples dans les tradits religieuses [استاد و شاگردان در سنت‌های مذهبی] (کار جمعی)، پاریس: سرف، ۱۹۹۰